# Нутопія

Прапор Нутопії

Нутопія — держава-концепт, яку ще часто називають віртуальною державою, заснована Джоном Ленноном та Йоко Оно в 1973 році. Однією з причин заснування держави було намагання Леннона у такий сатиричний спосіб вирішити свої тогочасні проблеми з імміграційною політикою США. В цій віртуальній державі немає керівництва, немає кордонів, немає паспортів, населення держави невідоме, оскільки немає ніякого обліку громадян.
Nutopia є злиттям двох слів «новий» (англ. new) та «Утопія» (англ. Utopia), що має означати, що Нутопія є новим, утопічним суспільством.

## Історія
1 квітня (у день сміху) 1973 року Джон і Йоко представили свою державу-концепт Нутопію на пресконференції в Нью-Йорку. Джон Леннон та Йоко Оно проголосили себе послами цієї держави і в такий спосіб (креативний, хоча й безуспішний) шукали дипломатичного імунітету, щоби нарешті вирішити поточні імміграційні проблеми Джона, оскільки обоє мали намір залишатися у США. (Йоко мала на той час дозвіл на проживання в США, через шлюб із попереднім чоловіком. Джону було відмовлено у такому дозволі на проживання 23 березня 1973 року і він повинен був покинути територію США через 60 днів) Леннон говорив про вигадану країну, яка буде жити ідеалами його пісні «Imagine», кажучи в «офіційній» декларації:

Ми оголошуємо народження концептуальної держави, Нутопії. Громадянство держави може бути отримане шляхом декларації вашої обізнаності про Нутопію. Нутопія не має території, не має кордонів, немає паспортів, лише люди. Нутопія не має ніяких законів, крім космічних. Всі люди Нутопії є послами країнами. Так як ми двоє є послами Нутопії, ми просимо про дипломатичний імунітет і визнання в Організації Об'єднаних Націй нашої держави та її громадян.

У 2006 році було створено вебсайт Нутопії, який перенаправляв користувачів на сайт з документальною стрічкою The U.S. vs. John Lennon, який поширюється компанією Lions Gate Entertainment.

## Символи

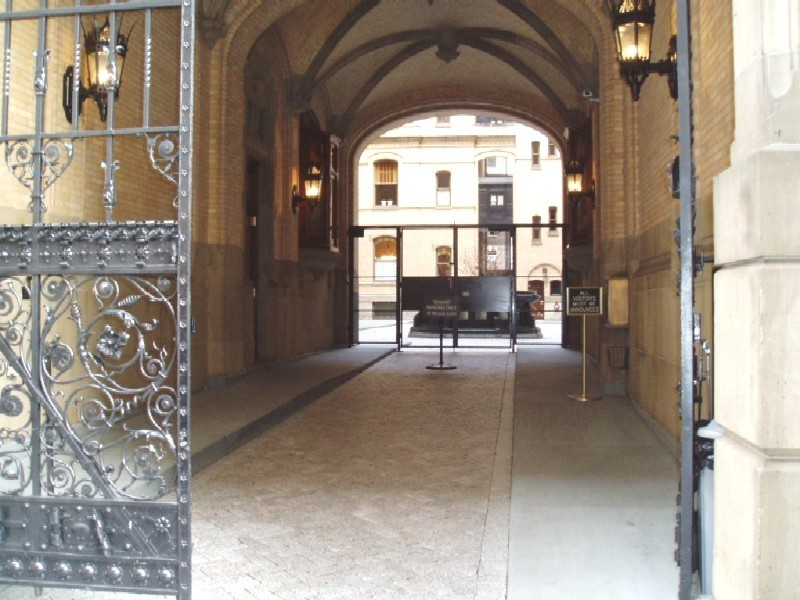
Вхід до будівлі «Dakota», де був надпис, про те що посольство Нутопії було тут

Прапор Нутопії має лише один колір: білий. Дехто критикував такий вибір кольору за асоціацію з відмовою чи капітуляцією, але Джон та Йоко не погоджувались, коментуючи, що тільки через відмову та компроміс можна досягти миру. Альбом Леннона «Mind Games» (1973) містить Міжнародний гімн Нутопії, який являє собою просто 4 секунди тиші. U2 пізніше використали прапор Нутопії як частину свого живого виступу під час виконання своїх політичних пісень з третього альбому War. Як приклад, це можна побачити на відео версії лайв-альбому U2 Under a Blood Red Sky, під час відомого виконання їх пісні «Sunday Bloody Sunday», яка має таку ж назву як і пісня Леннона з альбому Some Time in New York City
Меморіальна дошка з вигравіюваними словами «ПОСОЛЬСТВО НУТОПІЇ» була належним чином встановлена на будівлі «Дакота», де мешкали Джон та Йоко. Йоко зауважила, що гості в її домі воліють ходити саме через ці двері замість головного входу, зазначивши, що двері кухні тепер є новими вхідними дверми.
Фінський виконавець і автор пісень Карі Пейцамо, шанувальник творчості Леннона, випустив пісню під назвою «Нутопія» у своєму альбомі I’m Down.